# Osanowo
Osanowo (biał. Асанава, ros. Асаново) – wieś na Białorusi, w obwodzie mińskim, w rejonie mołodeczańskim, w sielsowiecie Lebiedziewo.
Znajduje się tu przystanek kolejowy Osanowski na linii Mińsk – Wilno.

## Historia
W czasach zaborów wieś i zaścianek w powiecie wilejskim, w guberni wileńskiej Imperium Rosyjskiego.
W latach 1921–1945 wieś i zaścianek leżały w Polsce, w województwie wileńskim, w powiecie wilejskim, od 1927 roku w powiecie mołodeczańskim,  w gminie Lebiedziewo.
Według Powszechnego Spisu Ludności z 1921 roku zamieszkiwały:
- wieś – 80 osób, 62 były wyznania rzymskokatolickiego a 18 prawosławnego. Jednocześnie 79 mieszkańców zadeklarowało polską a 1 białoruską przynależność narodową. Było tu 12 budynków mieszkalnych[2]. W 1931 w 18 domach zamieszkiwały 93 osoby[3].
- zaścianek – 53 osoby, 1 była wyznania rzymskokatolickiego a 52 prawosławnego. Jednocześnie 12 mieszkańców zadeklarowało polską a 41 białoruską przynależność narodową. Było tu 8 budynków mieszkalnych[2]. W 1931 w 8 domach zamieszkiwały 52 osoby[3].

Wierni należeli do parafii rzymskokatolickiej i prawosławnej w Lebiedziewie. Miejscowość podlegała pod Sąd Grodzki w Mołodecznie i Okręgowy w Wilnie; właściwy urząd pocztowy mieścił się w Lebiedziewie.
W wyniku napaści ZSRR na Polskę we wrześniu 1939 miejscowość znalazła się pod okupacją sowiecką. 2 listopada została włączona do Białoruskiej SRR. Od czerwca 1941 roku pod okupacją niemiecką. W 1944 miejscowość została ponownie zajęta przez wojska sowieckie i włączona do Białoruskiej SRR.
Od 1991 w składzie niepodległej Białorusi.

## Przynależność państwowa i administracyjna
- ? – 1917  Imperium Rosyjskie, gubernia wileńska, powiat wilejski
- 1917–1919  Rosyjska FSRR
- 1919–1920  Polska, Zarząd Cywilny Ziem Wschodnich, okręg wileński
- 1920  Rosyjska FSRR
- 1920–1945[b]  Polska
  - województwo:
    - nowogródzkie (1921–1922)
    - Ziemia Wileńska (1922 - 1926)
    - wileńskie (od 1926)

  - powiat:
    - wilejski (1920–1927)
    - mołodeczański (od 1927)
- 1945–1991  ZSRR, Białoruska SRR
- od 1991  Białoruś